# محمود حمدان
محمود حمدان (أبو يوسف) هو قائد كتيبة تل السلطان في رفح، التابعة لحركة حماس، استشهد رفقة رئيس المكتب السياسي للحركة يحيى السنوار، في اشتباك مع قوات من الجيش الإسرائيلي جنوبي القطاع يوم الأربعاء 16 أكتوبر 2024.

## الإخفاق الأمني
قبل أكثر من شهر، أعلن متحدث باسم جيش الاحتلال نجاح جهاز الشاباك في عملية مشتركة مع الجيش في التوصل لمحمود حمدان "أبو يوسف" الذي يقود كتيبة تل السلطان في كتائب القسام ومعه قيادة الكتيبة وتصفيتهم. واحتفى الاحتلال بهذا المنجز، معتبرًا أن اغتيال حمدان ورفاقه هو ضربة لعمل الكتيبة بشكل كامل، لكن حركة حماس التي ينتمي إليها حمدان لم تعلق على ادعاءات جيش الاحتلال في حينه.